# Big Boss Man
Big Boss Man, pseudonimo di Ray Washington Traylor Jr. (Marietta, 2 maggio 1963 – Dallas, 22 settembre 2004), è stato un wrestler statunitense.

## Carriera

### Esordi
Raymond Traylor, prima di diventare Big Boss Man nel mondo del wrestling lavorò veramente come guardia carceraria nel penitenziario di Marietta in Georgia. Successivamente, sfruttando la sua possente statura (1,98 x 143 kg) intraprese la carriera di lottatore, impersonandosi in un duro poliziotto, con tanto di manganello e manette, pronto ad arrestare tutti i suoi avversari una volta sconfitti sul ring.
L'esordio avvenne nel 1985 nella federazione UWF, in quell'occasione Raymond Traylor si fece conoscere al pubblico con il nome di Big Bubba Rogers. Furono questi anni di successi, in quanto vinse il titolo UWF Heavyweight Championship, battendo One Man Gang e quello di coppia con Angel of Death. Successivamente la UWF fu assorbita dalla NWA e per Traylor iniziò un periodo in sordina, nel quale fu relegato a mera guardia del corpo di Jim Cornette. Da qui la decisione di andare a disputare qualche incontro in Giappone, nella All Japan Pro Wrestling, prima di essere chiamato dalla World Wrestling Federation.

### World Wrestling Federation (1988–1993)

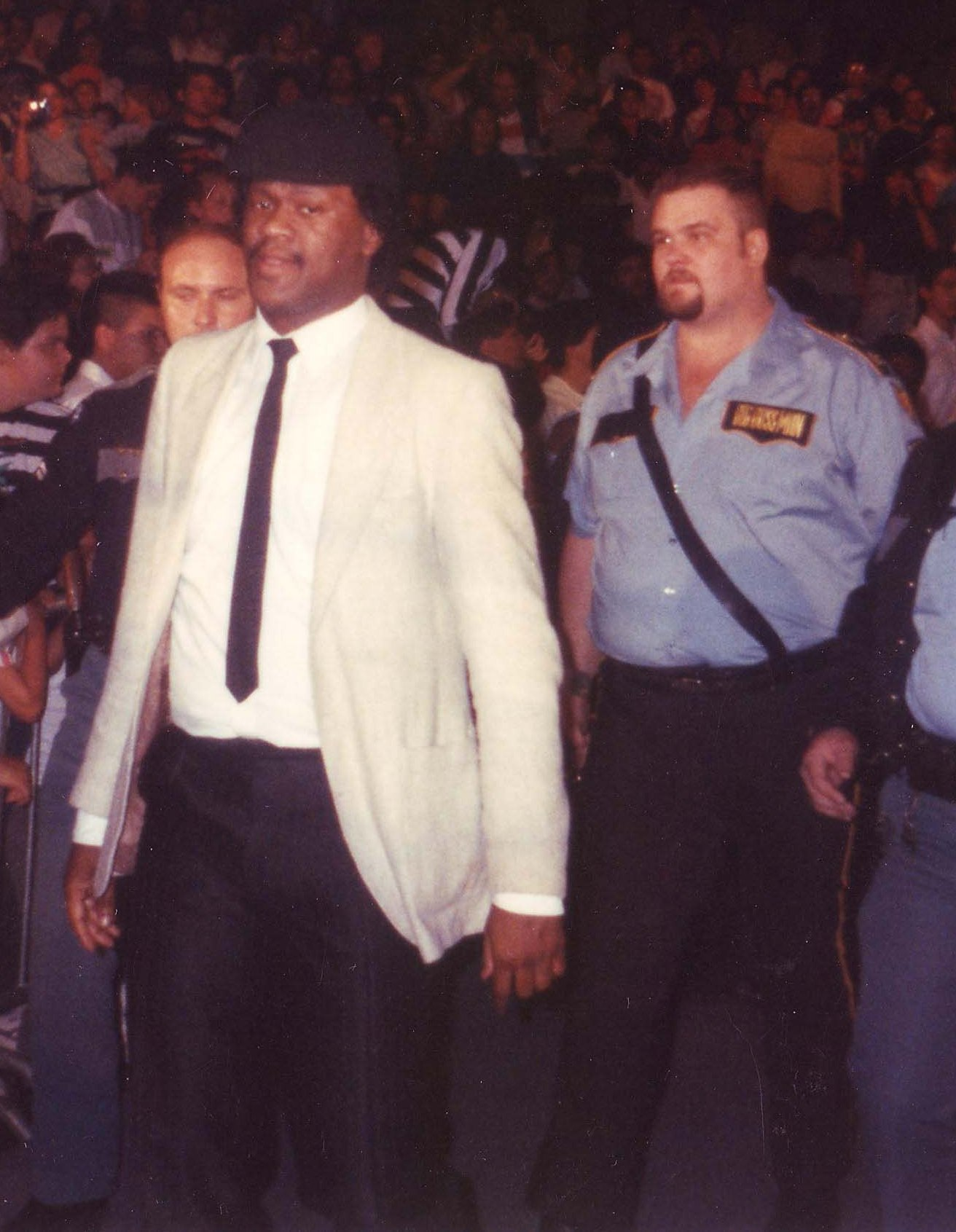
Big Boss Man e Slick fanno la loro entrata sul ring.

Il 31 luglio 1988, Raymond Traylor esordisce da heel in WWF, col nome di Big Boss Man, un gigantesco e corpulento poliziotto del sud degli Stati Uniti che si rende subito famoso per la vittoria contro Scott Casey. Dopo poco tempo, Big Boss Man farà il suo esordio a Summerslam, dove batterà Koko B. Ware. In seguito Big Boss Man forma un temibile duo, chiamato "Twin Towers", con Akeem (ex One Man Gang) il quale si scontrerà spesso con l'altro temibile duo, i Mega Powers, formato da Hulk Hogan e Randy Savage. La faida tra i due gruppi durerà per molti incontri e i colpi di scena si seguiranno in rapida successione; l'epilogo può comunque dirsi sfavorevole per Big Boss Man, il quale sarà sconfitto da Hulk Hogan durante un incontro valevole per il WWF Championship. Il 1989 fu un periodo di grande rivalità con Dusty Rhodes, altro wrestler della federazione, che durante un incontro si rese "colpevole" di aver rubato manganello e manette di Big Boss Man. A questo episodio seguirono numerosi incontri, sia in coppia sia singoli, e Big Boss Man non riuscì mai a sconfiggere l'acerrimo nemico, anche se riuscì in uno di questi a riprendersi i suoi oggetti. Nel 1990, Big Boss Man decise di lasciare il suo vecchio manager Slick, colpevole di avergli preferito un altro noto wrestler, Million Dollar Man Ted DiBiase. Fu così che il duo con Akeem (che invece restò fedele a Slick) si sciolse definitivamente e Big Boss Man passa da heel a face, e i due furono protagonisti di alcuni incontri in cui Big Boss Man vinse quasi sempre. Alla fine Akeem abbandonò definitivamente la WWF. Dopo questo periodo di cambiamenti, Big Boss Man inizierà un lungo e difficile ciclo di incontri, che lo verranno contrapposto, tra gli altri ad Eartquake (il "terremoto canadese") e Mr. Perfect, al quale però non riuscirà a strappare il titolo di Campione Intercontinentale. Nel 1991, Big Boss Man sarà sfidato da un altro wrestler poliziotto, questa volta canadese, The Mountie; i due si giocano una notte in prigione, che dovrà essere scontata dal perdente. Il 26 agosto 1991, Big Boss Man vincerà questa singolare scommessa, condannando a una notte in prigione The Mountie. Inizia poi una faida con I.R.S. con cui avrà il primo scontro alle Survivor Series del 1991. Traylor farà squadra con i campioni di coppia Legion of Doom mentre Shyster fu affiancato dai Natural Disasters. Bossman venne eliminato dall' agente delle tasse dopo essere stato colpito dalla sua ventiquattrore di acciaio. Ma quando  Schyster si ritrovò da solo per vedersela con Hawk ed Animal, il poliziotto della WWF gli sbarrò la strada verso il backstage e lo costrinse a proseguire il match. Alla Royal Rumble del 1992 è il tredicesimo lottatore ad entrare sul ring. Eliminò Repo Man ed Hercules Hernandez ma venne eliminato da Ric Flair.  A WrestleMania VIII disputa un  match 4 contro 4. Con lui Virgil, Jim Duggan e Sgt. Slaughter contro Repo Man, The Mountie ed i Nasty Boys. Anche in questo caso Big Boss Man risulterà vincitore grazie allo schienamento di Virgil su Jerry Sags. In seguito sarà sfidato da un altro lottatore, Nailz che prenderà di mira l'ex secondino di Cobb County, proprio perché è stato un detenuto del penitenziario di Marietta (dove prestava servizio Big Boss Man, il tutto ovviamente secondo la kayfabe), ma anche in questo caso, Big Boss Man regolerà a dovere l'avversario, in un Nightstick Match disputato alle Survivor Series.

### World Championship Wrestling (1993–1998)
Il 1993, inizia con una pesante sconfitta ad opera di Bam Bam Bigelow e di lì a poco, Big Boss Man abbandonerà la WWF dopo tanti successi ma nessuna cintura in bacheca. Deciderà di accasarsi in altre federazioni come la SMW e la WCW, che di lì a poco avrebbe cominciato a rivaleggiare con la WWF. In questo periodo deve abbandonare forzatamente il nome "Big Boss Man", che è un marchio esclusivo della WWF e così comincia a farsi chiamare The Boss o Guardian Angel (ritornerà anche a farsi chiamare Big Bubba Rogers). Incontrerà durante questo periodo molti wrestler famosi: da Sting a Big Show, passando per i fratelli Steiner, ad ogni modo quelli saranno per lui anni di scarsa gloria. Nel 1996 si unisce al Dungeon of Doom, una stable heel di wrestler che hanno l'obiettivo di "spazzare via" Hulk Hogan dalla WCW. Entro la fine dell'anno, esce dal Dungeon of Doom per unirsi all'nWo. La sua permanenza nell'nWo è di breve durata, con Traylor messo KO da un assalitore misterioso poco prima dell'inizio della puntata di Nitro del 17 febbraio 1997, e poi licenziato dalla fazione da Eric Bischoff mentre è temporaneamente paralizzato (kayfabe). Torna il 1º settembre, e volendo vendicarsi di Bischoff, comincia una faida con il New World Order e sconfigge Scott Hall, Curt Hennig e Vincent. Si allea poi con gli Steiner Brothers, ma l'unione termina bruscamente quando Scott Steiner tradisce per entrare a far parte dell'nWo nel febbraio 1998. Dopo aver perso a WCW Nitro un match con Bill Goldberg il 30 marzo, Traylor vince il suo ultimo incontro in WCW sconfiggendo Bret Hammer a WCW Saturday Night; in seguito il suo contratto con la federazione non viene rinnovato.

### Il ritorno in WWF/E (1998–2003)
Tra il 1998 e il 1999, Big Boss Man torna in WWF come uno dei migliori heel della federazione e si presenta come la misteriosa guardia del corpo di Vince McMahon; solo dopo parecchio tempo sarà rivelata la sua vera identità e ricominceranno i suoi incontri ad alto livello. Sarà questo il periodo nel quale formerà una forte coppia con Ken Shamrock, con il quale riuscirà a battere i New Age Outlaws e si aggiudicherà la sua prima cintura da campione, dopo dieci anni di carriera. Qualche tempo dopo, riuscirà anche a vincere la sua prima cintura da singolo, battendo Mankind e diventando Hardcore Champion, tuttavia conserverà il titolo solo per 15 giorni, battuto da "Road Dogg" Jesse James. Anche il titolo di coppia sarà perso contro Owen Hart e Jeff Jarrett. Continuerà ancora ad esibirsi nei suoi incontri, sfidando Triple H, The Undertaker ed altri ancora, riuscendo anche ad affermarsi in alcuni match. Proprio contro quest'ultimo, ha disputato uno dei match forse tuttora più famosi della sua carriera: in quel di WrestleMania 15, dopo aver perso contro il becchino in un Hell in a Cell, venne letteralmente impiccato, con lo stupore generale del pubblico (kayfabe).
Non mancheranno sconfitte cocenti, come quella subita contro Mankind, ma Big Boss Man continuerà la sua carriera, imponendosi contro Al Snow per il titolo Hardcore che ritornerà, alla fine di un durissimo incontro, nelle sue mani. Sarà costretto a sostenere numerosi incontri per difendere quella cintura, e dovrà anche affrontare di nuovo Jesse James, oltre che lo stesso Al Snow che alla fine riuscirà ad avere la meglio (anche grazie ad un'intromissione di Jesse James). Ma la sfida infinita con Al Snow si ripresenterà dopo meno di 48 ore, e questa volta Big Boss Man riuscirà a sconfiggere l'avversario e vincere per la terza volta la cintura di Campione Hardcore.

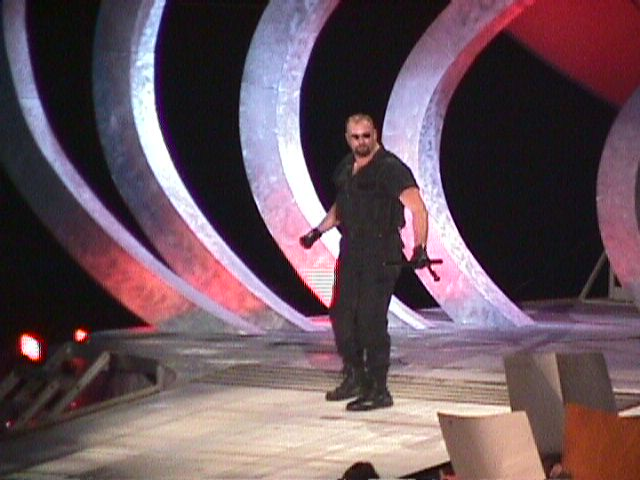
Big Boss Man in WWF nel 1999

Big Boss Man dovrà affrontare, per la sua cintura, British Bulldog, il quale si dimostrerà troppo forte per lui. Incredibilmente però, British Bulldog cederà la sua cintura ad Al Snow scatenando le ire di Big Boss Man il quale decise di affrontare per l'ennesima volta l'acerrimo avversario. L'incontro avvenne in una doppia gabbia, e ai lati del ring furono messi una serie di rottweiler; dopo un durissimo scontro, Al Snow riuscì ancora ad avere la meglio. Dopo quell'episodio, Big Boss Man ebbe l'opportunità di ritornare sul ring contro Al Snow in un match a 3, in cui il terzo partecipante era Big Show. Nell'incontro, Big Boss Man riuscì a conquistare per la quarta volta il titolo di Campione Hardcore, che però perse nel 2000 contro Test.
Negli ultimi anni di attività, Big Boss Man inizia una faida contro Big Show che però si dimostra un avversario troppo forte, diversi invece saranno gli incontri contro Triple H che daranno ancora soddisfazioni all'ex secondino di Cobb County. Formerà con Bull Buchanan una modesta coppia che nel 2000 batterà a WrestleMania The Godfather e D'Lo Brown e l'Acolytes Protection Agency il mese successivo a Backlash. Il team si scioglierà nell'edizione del 5 giugno di Raw is War dopo una sconfitta contro gli Hardy Boyz.
Nell'estate del 2000 Boss Man sparirà dagli show principali della WWF e lotterà principalmente a Jakked e Heat, instaurando una faida con Crash Holly. Dopo esser tornato da un infortunio nel 2001, divenne il tag team partner di Booker T, col nome di The Boss Man. Questo team si scioglierà verso la fine del gennaio 2002, e Boss Man tornerà a lottare principalmente a Jakked ed Heat. Ad aprile formò un tag team di breve durata con Mr. Perfect, dopo che entrambi passarono al roster di Raw per effetto del Brand Extension. Nel maggio 2002 combatté l'ultimo suo match in WWE, venendo sconfitto da Tommy Dreamer.
Malgrado il ritiro, Big Boss Man continuerà la sua attività in WWF come trainer. Si cimenterà anche in qualche comparsata sul ring, come nell'incontro tra Steve Austin e Booker T, o anche contro John Cena nel 2004.
Nella puntata di Raw del 7 marzo 2016 viene annunciata la sua introduzione nella WWE Hall of Fame.

## Morte
La sera del 22 settembre 2004, la moglie trovò il corpo di Ray Traylor rigido e freddo sul letto; il lottatore venne stroncato da un attacco cardiaco all'età di 41 anni. Oggi riposa nei Dallas Memory Gardens a Dallas, Georgia.

## Personaggio

### Mosse finali
- Boss Man Slam[3] (WWF/E) / Traylor Trash[4] (WCW) (Spinning side slam)

### Manager
- Jim Cornette
- Ted DiBiase
- Jimmy Hart
- Slick
- Skandor Akbar[5]

## Titoli e riconoscimenti
- Universal Wrestling Federation
  - UWF Heavyweight Championship (1)
- World Wrestling Federation
  - WWF Hardcore Championship (4)
  - WWF World Tag Team Championship (1) – con Ken Shamrock
  - WWE Hall of Fame (classe del 2016)
- Pro Wrestling Illustrated
  - 23º tra i 500 migliori wrestler singoli nella PWI 500 (1992)
  - 138º tra i 500 migliori wrestler singoli nella PWI Years (2003)

## Nei videogiochi
- WWF Superstars
- WWF WrestleFest
- WWF WrestleMania Challenge[6]
- WWF Rage in the Cage[7]
- WWF Attitude[8]
- WWF WrestleMania 2000[9]
- WWF SmackDown![10]
- WWF No Mercy[11]
- WWF SmackDown! 2: Know Your Role[12]
- WWE Legends of WrestleMania[13]
- WWE All Stars[14]
- WWE '13[15]
- WWE 2K16[16]
- WWE 2K17[17]
- WWE 2K18[17]
- WWE 2K19[17]
- WWE 2K20[17]